# Église Saint-Marc de Piène-Haute
L'église Saint-Marc est une église catholique située à Piène-Haute sur le territoire de la commune de Breil-sur-Roya, en France.

## Localisation
La chapelle est située dans le département français des Alpes-Maritimes, à Piène-Haute sur la commune de Breil-sur-Roya.

## Historique
Les premiers vestiges datent du XIIe siècle et les premières fondations sont du XIIIe siècle.
Une église dédiée à saint Maur, patron du village, est construite à cet emplacement en 1422. Le village continue à célébrer saint Maur le jour de sa fête, le 15 janvier.
Le 3 juin 1589 a lieu la reconnaissance des choses, des biens et des droits de la commune de Penna.
L'église actuelle et son clocher ont été construits au XVIIIe siècle. Piène-Haute fait alors partie de la république de Gênes. Le retable du Rosaire est datée de 1715. Le retable baroque du chœur est réalisé en 1728.
L'archevêque de Vintimille fait procéder à une première restauration de l'église en 1852. En 1868, la paroisse de Piène vend ses biens.
Deuxième restauration de l'église en 1908.
Les collatéraux de l'église comprennent plusieurs chapelles décorées de retables de style baroque, réalisés pour la plupart au XIXe siècle, avec des colonnes torses, faux marbres et stucs polychromes. Ces retables donnent à l'église un décor intérieur homogène.
L'édifice est inscrit au titre des monuments historiques le 3 novembre 1987.

## Présentation
La façade est de style baroque ligurien avec à fronton  curviligne. Elle est percée d'un oculus et possède un double escalier tournant caractéristique du goût baroque. Le clocher possède un dôme central encadré par quatre clochetons.
L'intérieur est décoré en trompe-l'œil. 
Le maître autel et les autels latéraux sont décorés de motifs en stucs polychromes par des artistes ligures. Le retable des Âmes du purgatoire, dans la chapelle côté gauche, est décoré par une danse macabre de la fin du XVIIe siècle. L'église possède six retables.

## Décor
L'église possède plusieurs retables :
- retable du maître-autel de 1728 dédié à saint Marc, où il est représenté devant le lion, avec de part et d'autre les statues de saint Pierre et saint Paul[3] ;
- retable de la chapelle des Âmes du Purgatoire avec un tableau peint vers 1720 représentant saint Roch et saint Jean-Baptiste intercédant auprès de la Vierge à l'Enfant pour les âmes du Purgatoire[4] ;
- retable de la chapelle du Rosaire avec le tableau représentant l'Institution et mystères du Rosaire datant de 1715[5] ;
- retable de Notre-Dame de Lourdes[6] ;
- retable de la chapelle de saint Joseph, avec une statue de saint Joseph à l'Enfant[7] ;
- retable de la chapelle de saint Maur[8] ;
- retable de la chapelle du Mont-Carmel[9].

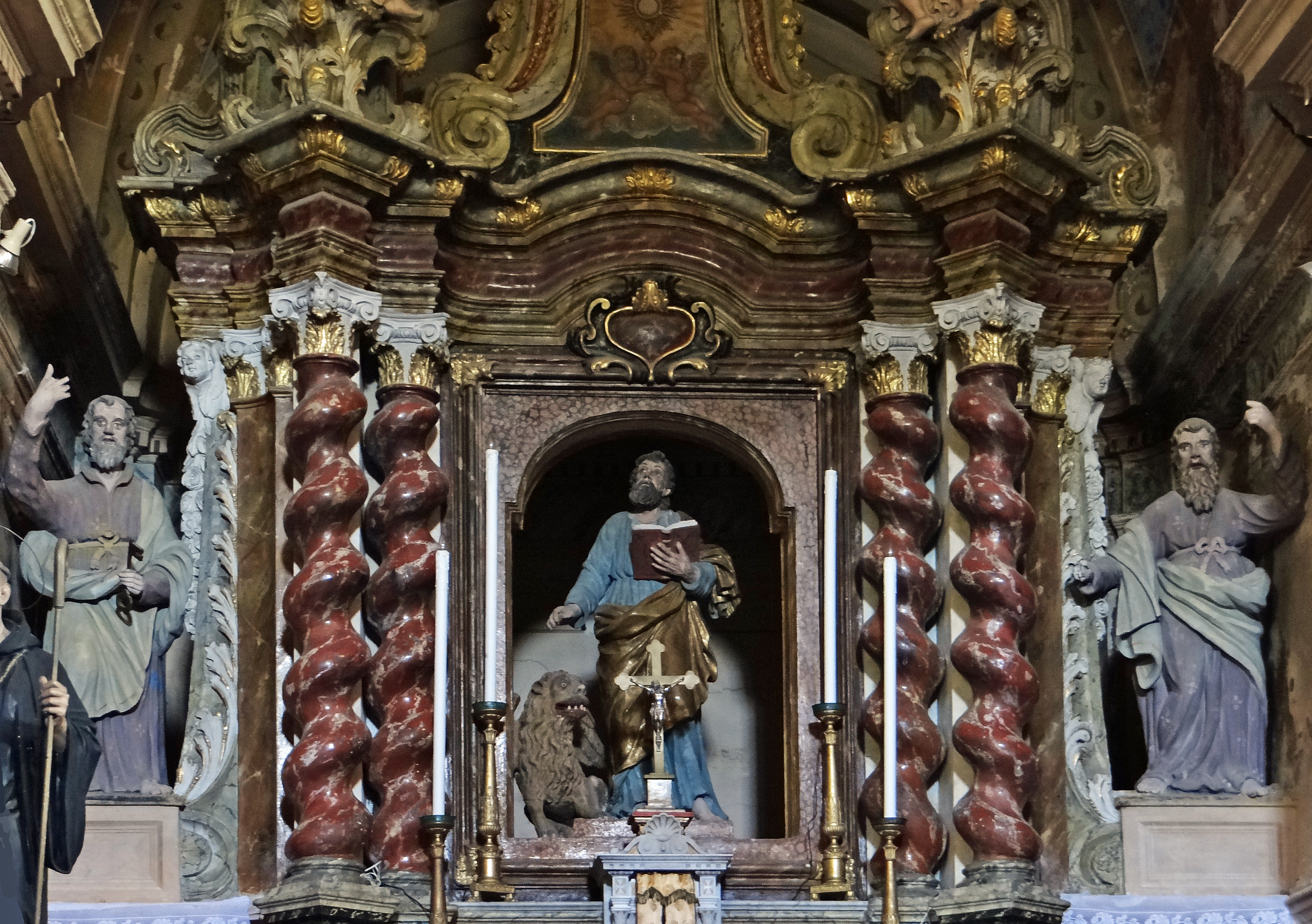
Retable du maître-autel dédié à saint Marc, avec de part et d'autre, les statues de saint Pierre et saint Paul.
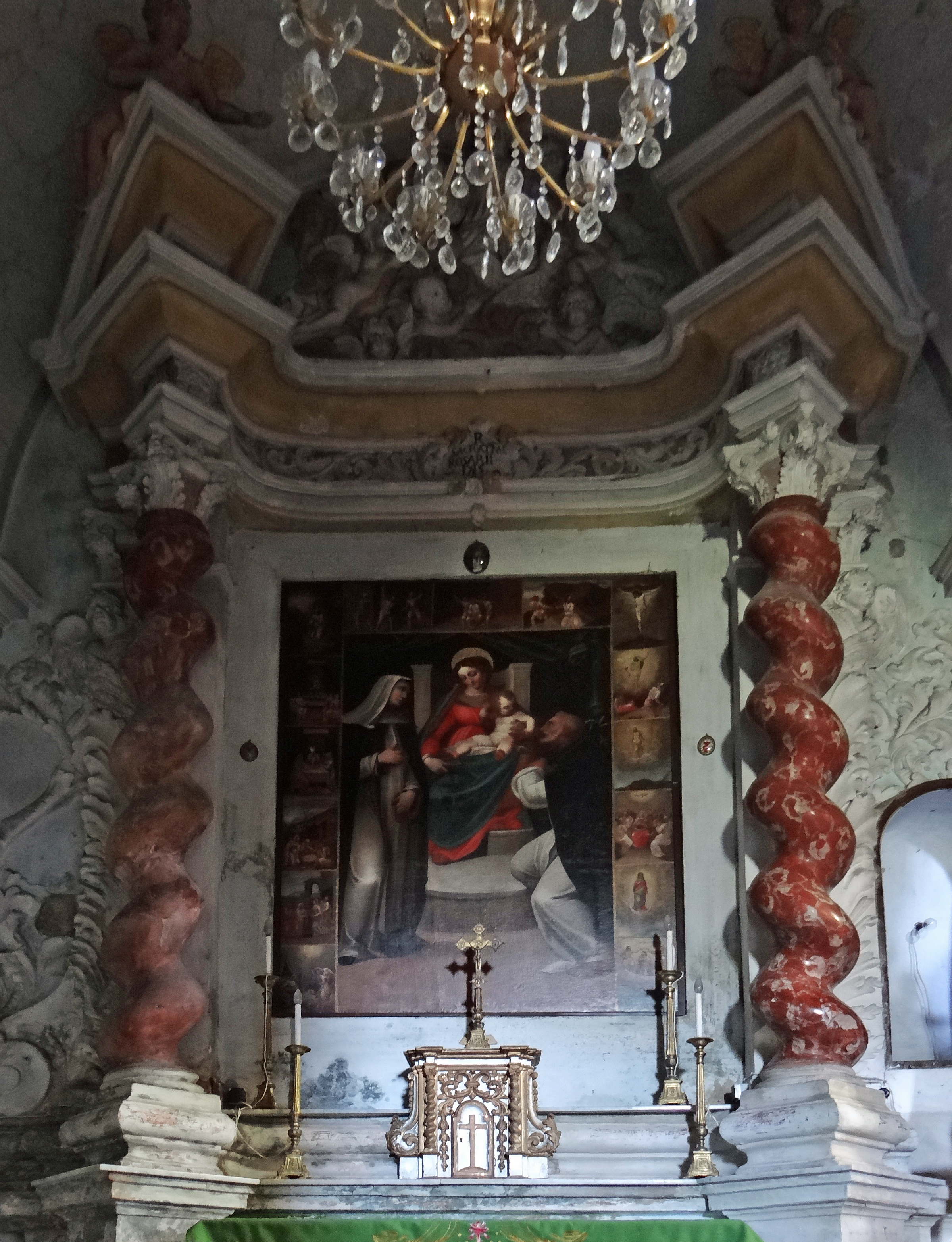
Retable du Rosaire.
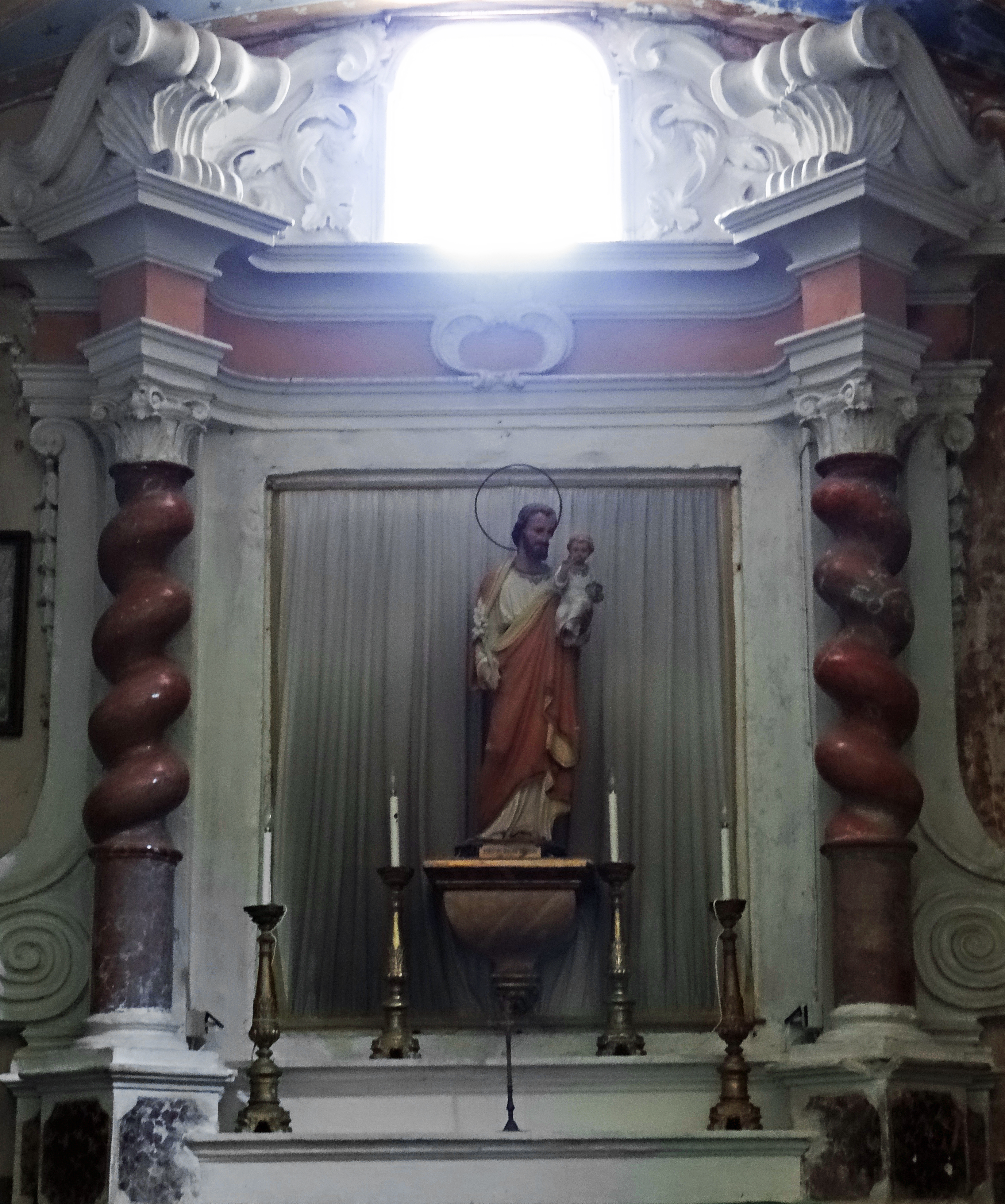
Retable de la chapelle de saint Joseph.